# HMS Umbra
HMS Umbra (P35) («Умбра») — британская дизельная подводная лодка типа U (третьей группы). Построена на верфи «Виккерс-Армстронг» в Барроу-ин-Фёрнесс. Участвовала во Второй мировой войне. Единственная подводная лодка (и единственный корабль Королевских ВМС Великобритании), носившая подобное имя.

## Служба
Большую часть службы в военное время «Умбра» провела на Средиземном море. Первыми кораблями, торпедированными субмариной, стали итальянские торговые суда «Ассунта Де Грегори» (Assunta De Gregori), «Франческо Барбаро» (Francesco Barbaro), «Эмилио Моранди» (Emilio Morandi), транспортный корабль «Манфредо Кампьеро» (Mafredo Campiero) и немецкое торговое судно «Зулльберг», причём последнее взорвалось в результате детонации перевозимого груза боеприпасов. По результатам этой атаки подводники записали на свой счёт ещё и самолёт, так как до атаки в небе кружили три самолёта, а после огромной силы взрыва подводники видели лишь два из них. Независимыми источниками гибель самолёта не подтверждается.
Также подлодка торпедировала итальянское спасательное судно «Рампино» (Rampino), подобрав единственного выжившего, и итальянский крейсер «Тренто» (Trento) 15 июня 1942 года, ранее торпедированный бомбардировщиками-торпедоносцами Bristol Beaufort британской 217-й эскадрильи. «Умбра» пыталась атаковать линкор «Литторио» (Littorio), но обе торпеды прошли мимо цели.
23 октября 1942 года «Умбра» торпедировала и уничтожила повреждённый авиацией и посаженный на мель немецкий транспорт снабжения «Амстердам» (Amsterdam), а затем потопила итальянский буксир «Пронта» (Pronta), пытавшийся спасти немецкое судно. «Умбра» чуть позже повредила итальянский транспорт «Пьемонт» (Piemonte) и торговое судно «Наполи» (Napoli), которое было затем добито авиацией. К северу от Сусса (Тунис) «Умбра» повредила немецкий войсковой транспорт «Македония» (Macedonia), которому пришлось выброситься на берег, после чего он был покинут. Кроме того, на счету «Умбры» безуспешная атака итальянского торгового судна «Нино Бишио» (Nino Bixio).
11 января 1943 года в Хаммаметском заливе лодка атаковала палубным орудием итальянские парусники «Нуово Доменико» (Nuovo Domenico) и «Кончетта Фалко» (Concetta Falco), повредив первый из них.
9 июля 1946 года «Умбра» была продана на слом и впоследствии разрезана на металл в Блайте.